# Jardín Botánico y Zoológico de Tsimbazaza
El Jardín Botánico y Zoológico de Tsimbazaza (en francés: Parc botanique et zoologique de Tsimbazaza (PBZT)) es un museo, zoológico y jardín botánico que se encuentra al sur de Antananarivo, Madagascar, situada al norte del edificio de la "Asamblea Nacional de Madagascar". 
Creado por acuerdo del 18 de septiembre de 1990, refundado por el Decreto n° 93-162 de 13 de marzo de 1993.

## Localización
Tsimbazaza es un barrio (fokontany) de Antananarivo, la capital de Madagascar.
Parc botanique et zoologique de Tsimbazaza , Rue, Fernand Kasanga Tsimbazaza - Antananarivo 101 - Madagascar.
Planos y vistas satelitales.18°55′48″S 47°31′34″E / -18.93000, 47.52611
Se encuentra abierto todos los días del año.

## Historia
El parque de Tsimbazaza es un lugar de entretenimiento y un lugar para la conservación de la fauna y flora de Madagascar. Este parque fue fundado en 1925 por los colonos franceses. 
Pero antes de eso, el rey Radama I ya había cavado un lago artificial en el año 1815, en el que hacía bañar a sus soldados antes de la revisión. 
Después de esto este lugar estuvo dedicado solo para un jardín botánico.  
En 1947, el jardín botánico paso bajo la responsabilidad del Instituto de Investigación Científica de Madagascar. Este instituto ha sido capaz de dar impulso para mejorar las especies de plantas y animales para convertirse en última instancia, en un parque. 
Su extensión se llevó a cabo poco a poco alrededor de la charca llamada Lago de la Reina (refiriéndose a Ranavalona primera). 
En 1974, la gestión del parque de Tsimbazaza pasa a cargo del gobierno malgache que establece distintos departamentos para promover las actividades del parque.

## Los diferentes departamentos
Para el buen funcionamiento de este parque, se crean distintos departamentos :
- Departamento de Administración y Finanzas que se ocupa de la gestión de los presupuestos, personal y logística.
- Departamento de educación para la conservación del medio ambiente que garantice la educación medio ambiental con el parque y el museo como una especie de biblioteca en la que el público puede tener más conocimiento sobre el medio natural que les rodea.
- Departamento de fauna para cuidar de los animales para animar al público a apreciar la belleza de la naturaleza y su conservación.
- Departamento de flora para la recolección de plantas para el herbario y de mantener las plantas vivas en cultivo.
El museo está dividido en dos: 
- El museo de paleontología para mantener los huesos de esqueletos animales y los animales vivos,
- El Museo de Etnografía de la identificación de la cultura malgache.

## El zoológico
El zoológico es único en su tipo en Madagascar, en noviembre de 1989, el WWF celebró su décimo año en Madagascar mediante la apertura de un centro de enseñanza del medio ambiente en el zoológico.
Se dice que alberga "la mejor colección de la fauna de Madagascar ", con la muestra de varias especies únicas. 
El zoológico cuenta con un museo con colecciones de esculturas tribales y el esqueleto de un pájaro elefante junto al esqueleto de un avestruz "para la venta".
En la década del 2000 la tasa de mortalidad de los lémures en el zoológico fue alta y se realizó una investigación.
Un parque zoológico y botánico debe proteger y conservar la flora y fauna local. Madagascar es un país que contiene gran número de animales raros. Los lémures son uno de los animales que atraen a los visitantes en este lugar. 
En este parque, los animales fueron divididos de acuerdo a su especie porque hay animales que no son compatibles con los sonidos del entorno y otros que solo salen por la noche (animales nocturnos).
Algunos de los animales que vemos en el parque:
- El "landibe" o madagascariensis broceras: productor de seda endémicos
- Los lémures: lemur catta, Indri indri, nocturnos
- En el vivarium: serpientes, camaleones, ranas
- Aves: las Ankoay, pavos reales, águilas
- Animales comunes: camellos y jabalíes
- Insectos
- Reptiles
Estos animales están encerrados en jaulas adecuadas para ellos. Pero aparte de estos animales, hay pájaros silvestres que llegan al parque para alimentarse y descansar. 
Algunos de los especímenes que se encuentran en el "Jardín Botánico y Zoológico de Tsimbazaza.".
- Detalles

Detalles
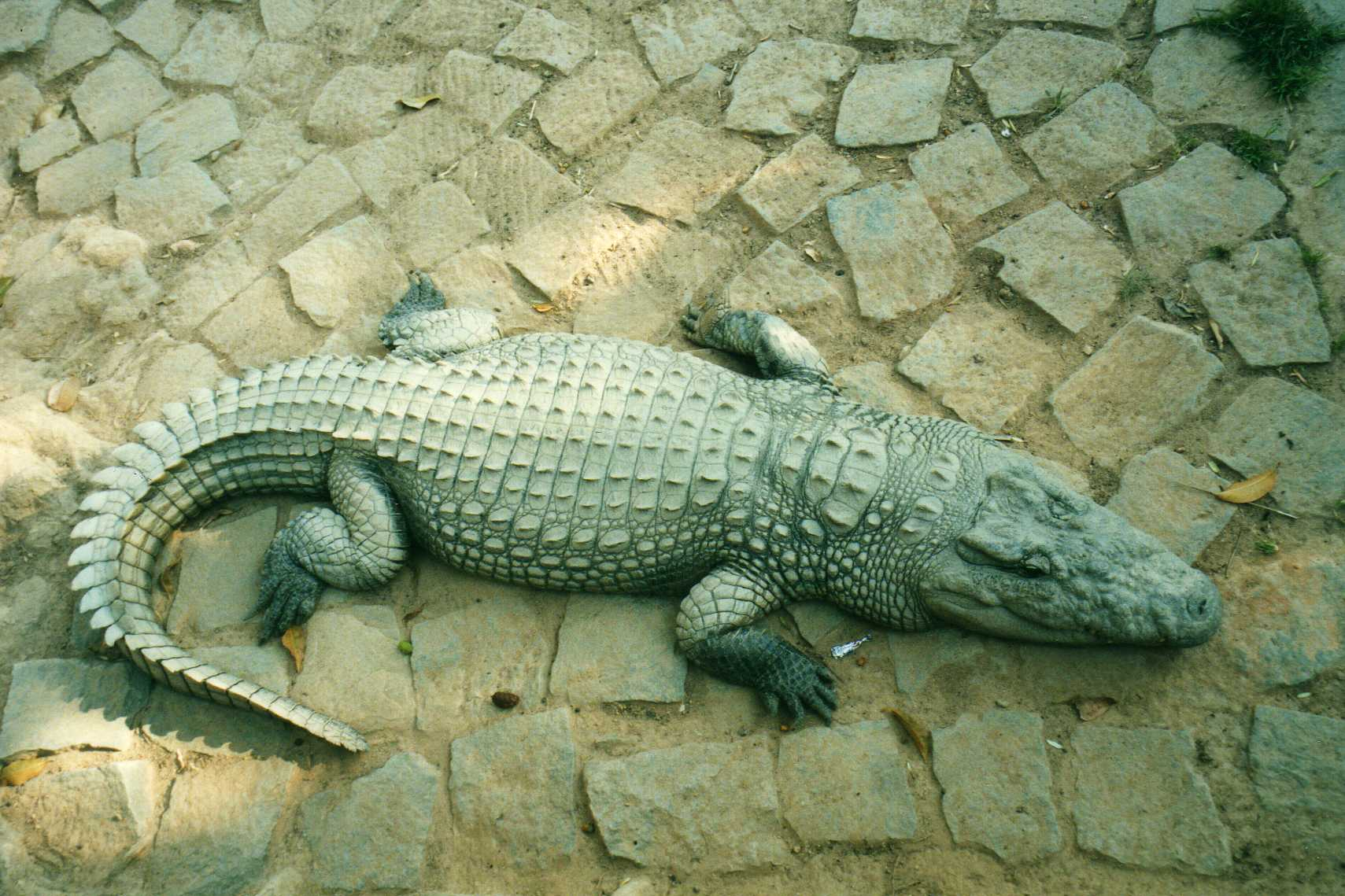
Crocodylus niloticus -Tsimbazaza Zoo, Antananarivo.
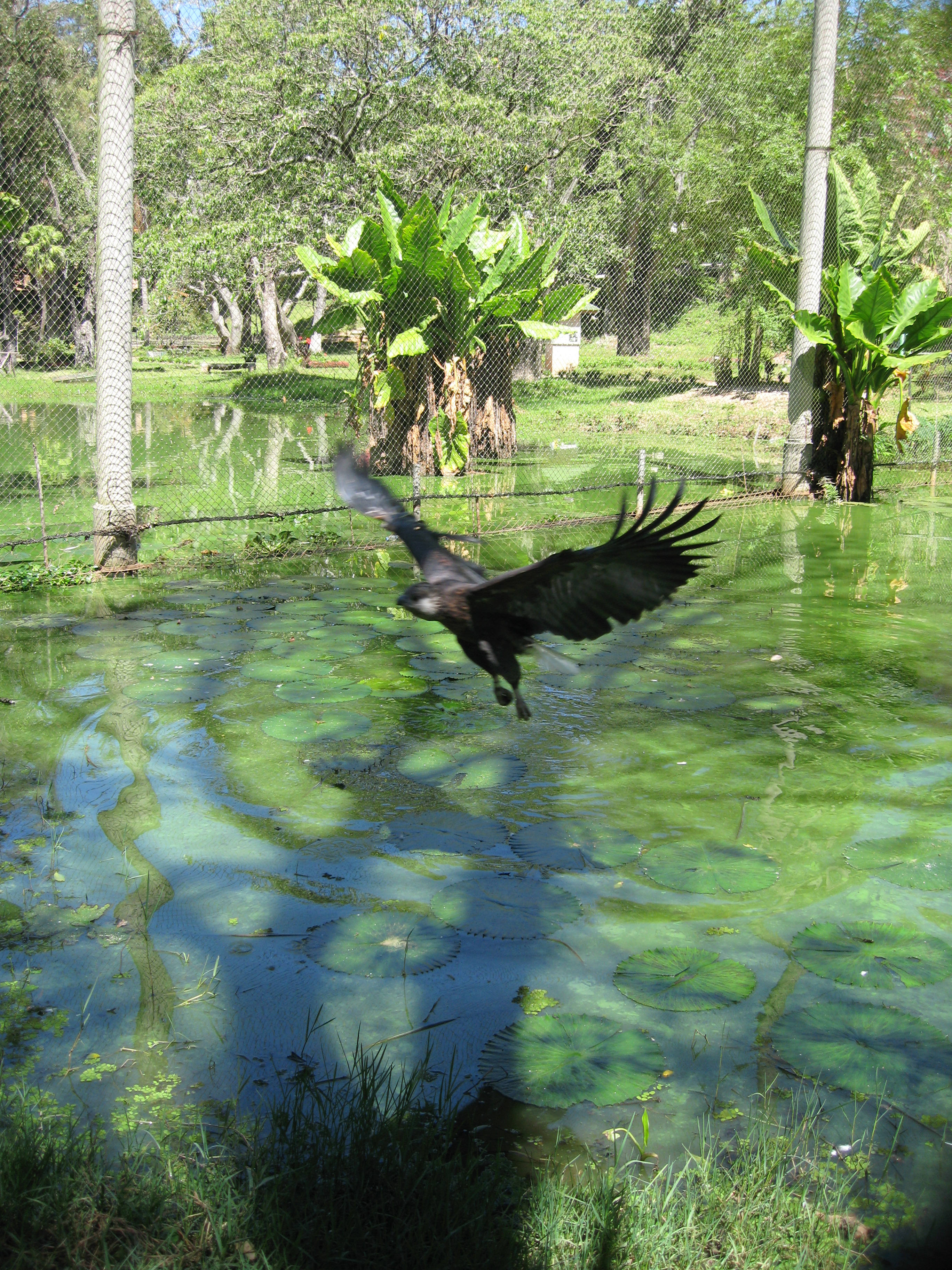
Águila pescadora de Madagascar.
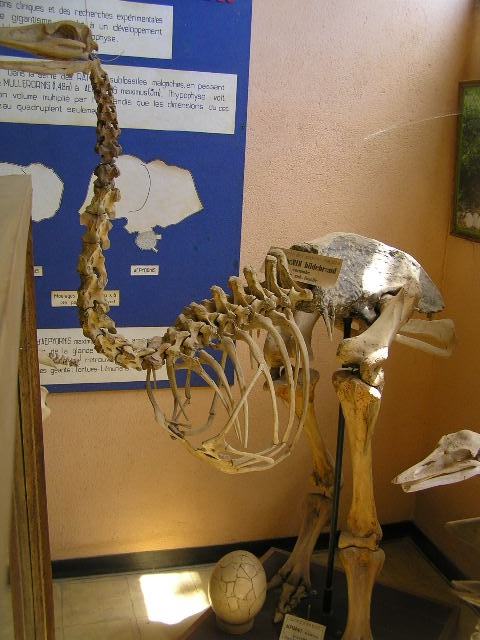
El museo exhibe un esqueleto de pájaro elefante y su huevo.
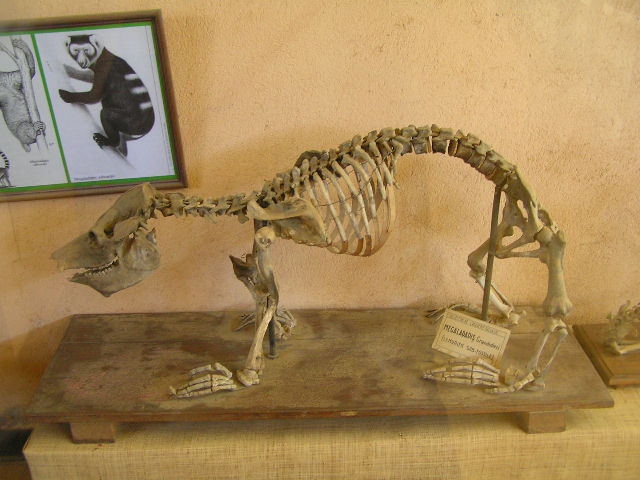
Esqueleto de Megaladapis grandidieri.
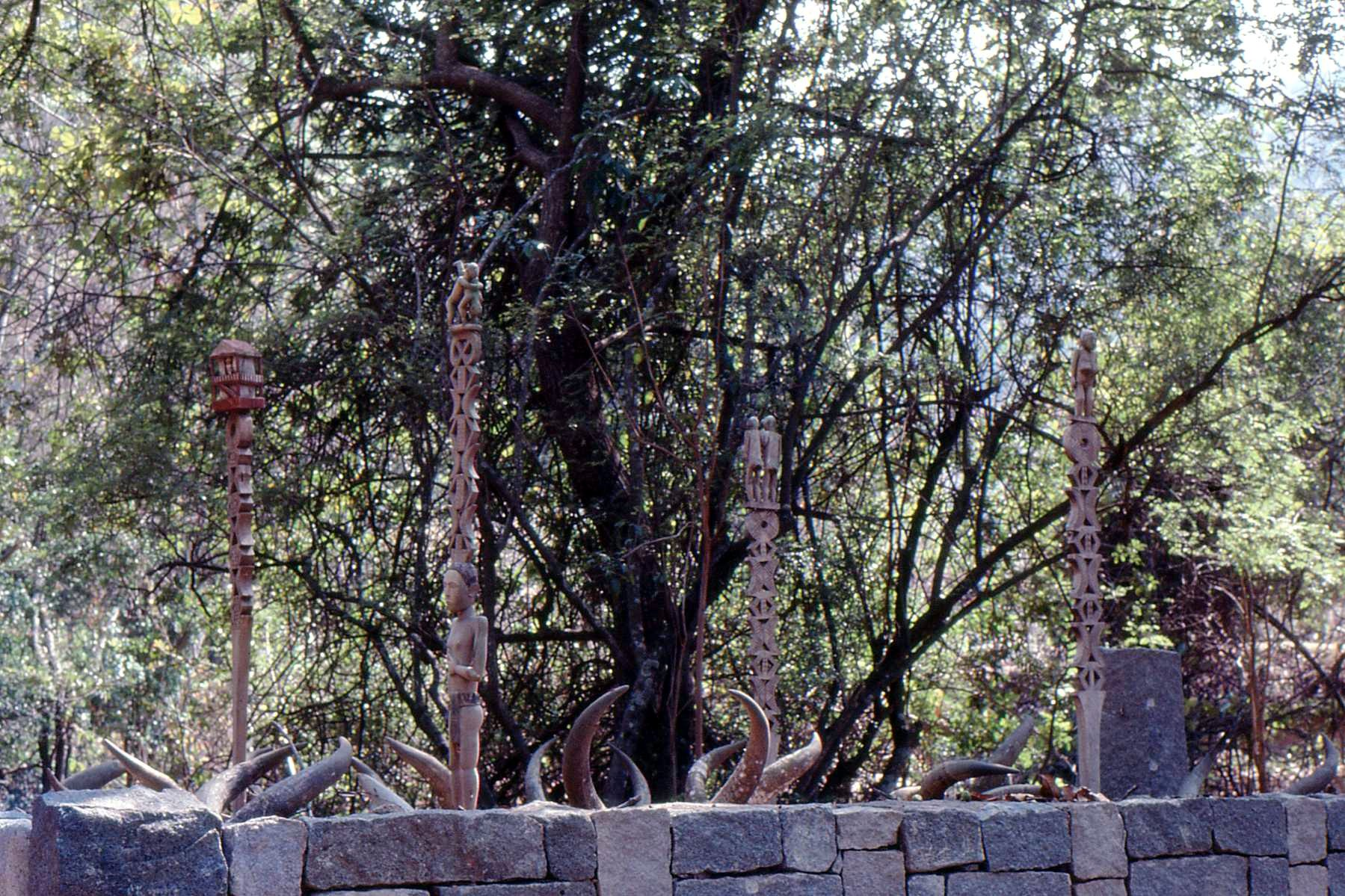
Esculturas de la cultura popular de Madagascar.

## Colecciones botánicas
Este parque es un espacio verde de la capital de Madagascar. Cada región del país está representada por un tipo de vegetación que lo diferencian de los demás. Por ejemplo, la región Tamatave está representada por la "ravenala" o árbol del viajero. Y la parte sur por didieracea y Pachypodiums.
Estos son los diferentes tipos de vegetación que se pueden encontrar en este parque :
- Cerca del lago, uno puede encontrar nenúfares con flores púrpuras, jacinto de agua y mechón de zozoro
- Al norte del parque, hay los tipos de helechos, como la casa de sombra, la cyathea y orquídeas endémicas.
- A continuación, hay palmerales que grupo de malgache y las especies extranjeras como rafia y ravenala
- Por otro lado, vemos baobabs y plantas resistentes a la sequía que representan la parte más árida de Madagascar
- Sin olvidar también que Madagascar es rica en plantas medicinales, la vegetación típica, especias (vainilla, pimienta, canela).

En este parque también se puede encontrar un gran lago artificial y un gran espacio para entretener a los niños.
En conclusión, el Parque Tsimbazaza es un lugar de descanso para los habitantes de la ciudad. Es también un agradable jardín. Pero por falta de financiación los animales no tienen los cuidados adecuados que se merecen y el darles de comer correctamente.
Algunas vistas de las colecciones botánicas "Jardín Botánico y Zoológico de Tsimbazaza".

Detalles
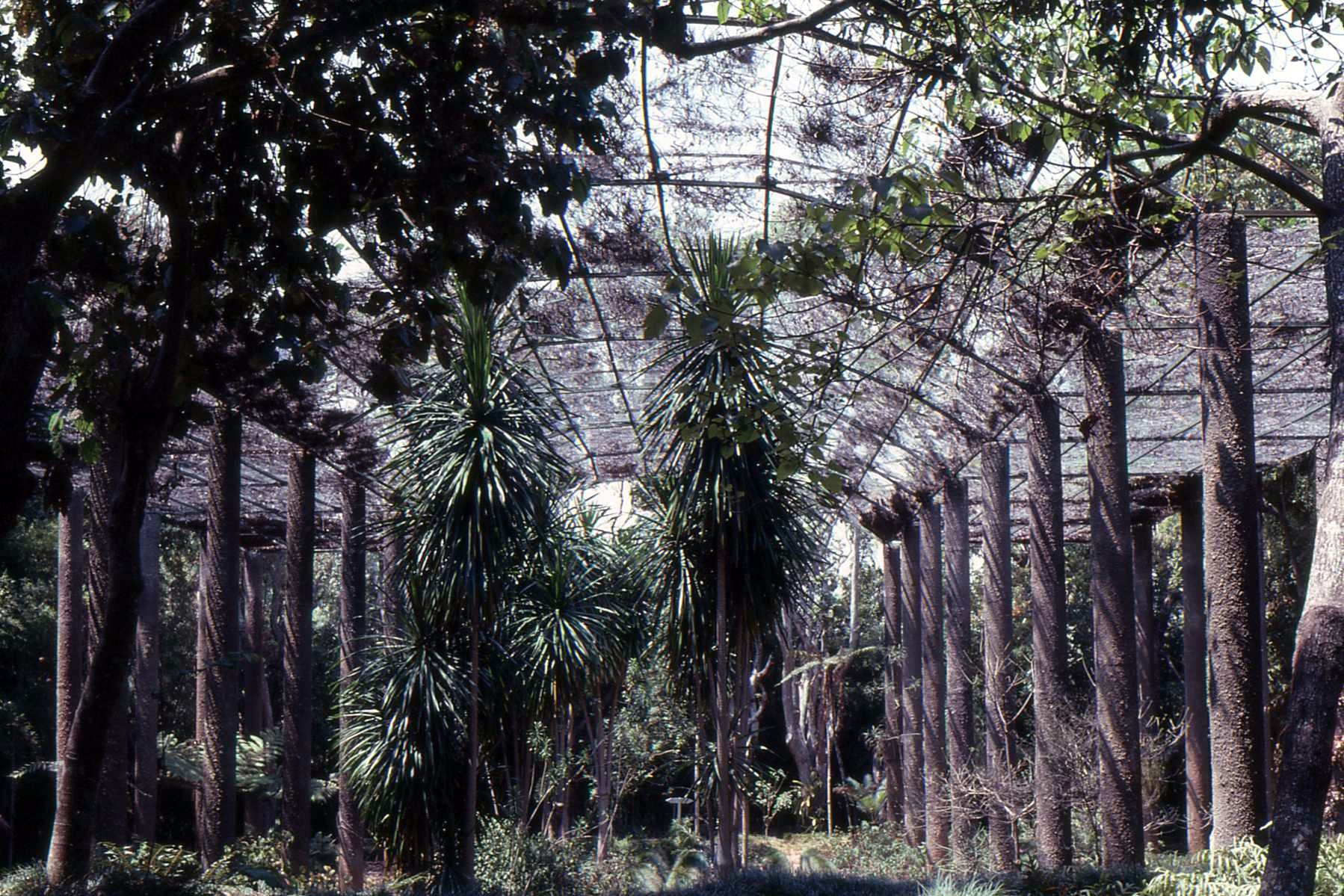
Zona de umbráculo.
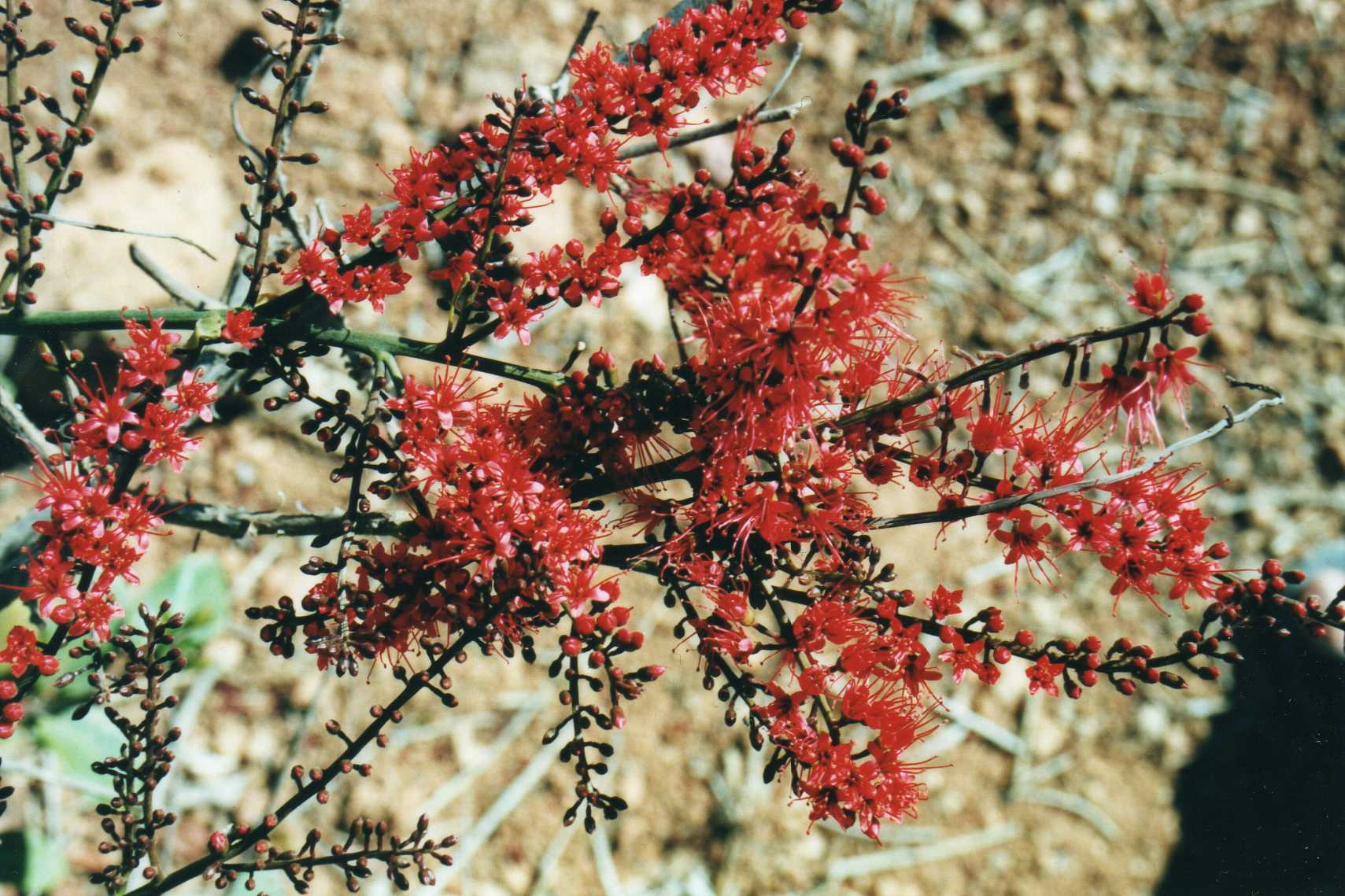
Combretum coccineum.
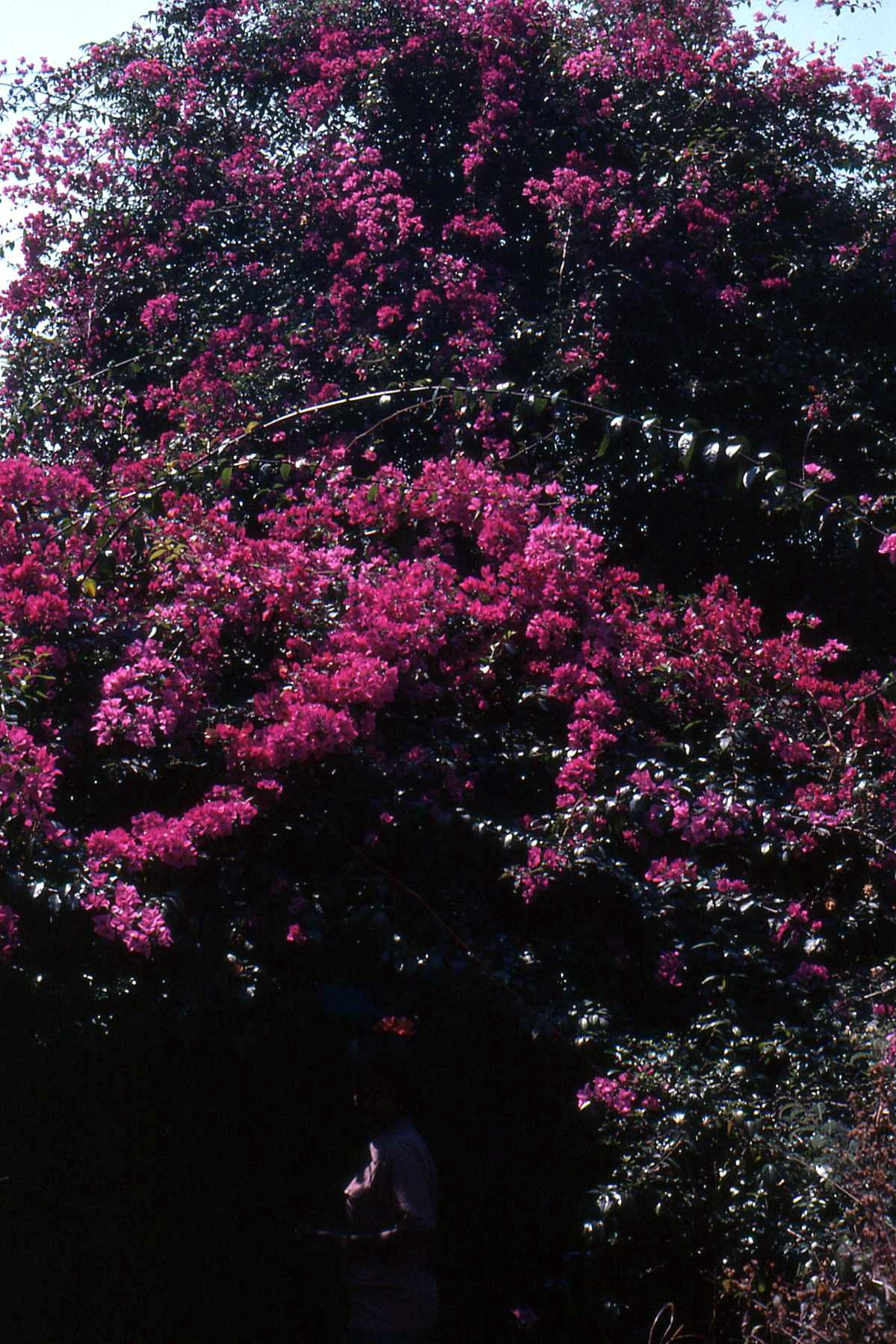
Bouganvilla.
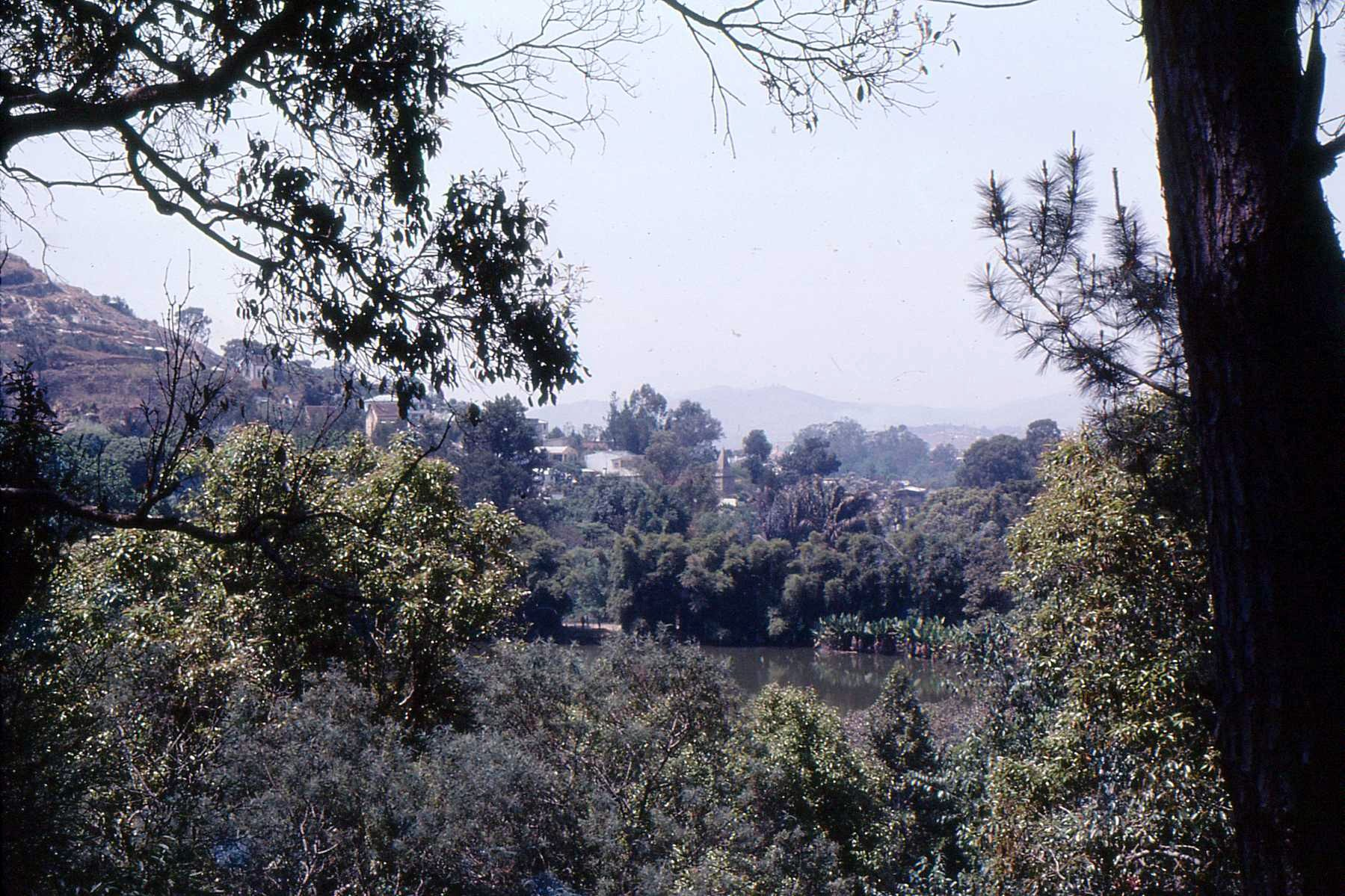
Zona arbolada en el Tsimbazaza Zoo.